# Bufotes pewzowi
Bufotes pewzowi (Xinjiang-Kröte) ist eine Krötenart aus der Gattung Bufotes (früher als „Bufo viridis-Komplex“ innerhalb der Gattung Bufo aufgefasst). Genetisch steht sie zwischen Bufotes perrini und Bufotes latastii. Der Artname pewzowi ehrt den russischen Geografen und Kartografen Michail Wassiljewitsch Pewzow (1843–1902).

## Merkmale und Verbreitung

Xinjiang, Westchina

B. pewzowi ähnelt in ihrem Aussehen der Nominat-Form Bufotes viridis. Auch bei diesen Tieren ist die Grundfarbe der Haut hellbeige mit zahlreichen olivgrünen, schwarz umrandeten Flecken sowohl am Rücken als auch an den Extremitäten. Die tetraploide Kröte lebt in den Ebenen Zentralasiens, in den Ausläufern und Vorbergzonen des Tian Shan, im Zhungar Alatau und im Pamir-Gebirge (Kasachstan, Kirgisistan, Usbekistan und Tadschikistan), in den Bergen und Wüsten Westchinas und der Mongolei. In montanen Regionen bevorzugt die Xinjiang-Kröte grasbewachsene Hänge und Plateaus mit Bachläufen, die meist von Schmelzwasser gespeist werden. Auch aus der Umgebung des abflusslosen und versalzten Balkhash-See in Kasachstan sowie aus dem nordöstlichen Altai-Gebirge liegen Funde vor. Die Kröte ist an extreme Trockenheit adaptiert und toleriert physiologisch große Temperaturschwankungen.

## Gefährdung und Schutz
Laut IUCN gilt die Art als ungefährdet (Least Concern, Stand: 2004/2015). Die Einstufung gilt inzwischen aufgrund mangelnder Datenlage als unklar.